# بوئینگ ۸۰
بوئینگ ۸۰ (به انگلیسی: Boeing 80) یک هواپیمای ساختِ بوئینگ در کشور ایالات متحده آمریکا است. نخستین استفاده‌کنندهٔ این هواپیما یونایتد ایرلاینز بوده‌است. این هواپیما در ۲۷ ژوئیه ۱۹۲۸ میلادی نخستین پرواز خود را انجام داد.